# Ruellia lepidota
Ruellia lepidota är en akantusväxtart som beskrevs av Ignatz Urban. Ruellia lepidota ingår i släktet Ruellia och familjen akantusväxter. Inga underarter finns listade i Catalogue of Life.